# De Havilland Fox Moth
El De Havilland DH.83 Fox Moth fue un pequeño avión de pasajeros biplano de la década de 1930, propulsado por un solo motor en línea invertido De Havilland Gipsy Major I, fabricado por la De Havilland Aircraft Company.

## Diseño y desarrollo
El avión fue diseñado a finales de 1931 como avión de pasajeros ligero, económico y de bajo coste. Muchos componentes, incluido el motor, el plano de cola, el empenaje, el timón y las alas, eran idénticos a los del De Havilland DH.82 Tiger Moth, que entonces se fabricaba en grandes cantidades. Estos estaban montados en un fuselaje construido especialmente, que tiene una cubierta de contrachapado sobre larguerillos que son de fresno por delante del piloto y de abeto Sitka por detrás. El piloto se sentaba en una cabina elevada, por detrás de la pequeña cabina de pasajeros cerrada, que normalmente estaba equipada con tres asientos para vuelos de corto alcance. El "Speed Model" estaba equipado con una capota y un carenado. Las alas se podían plegar para guardarlas.

## Historia operacional

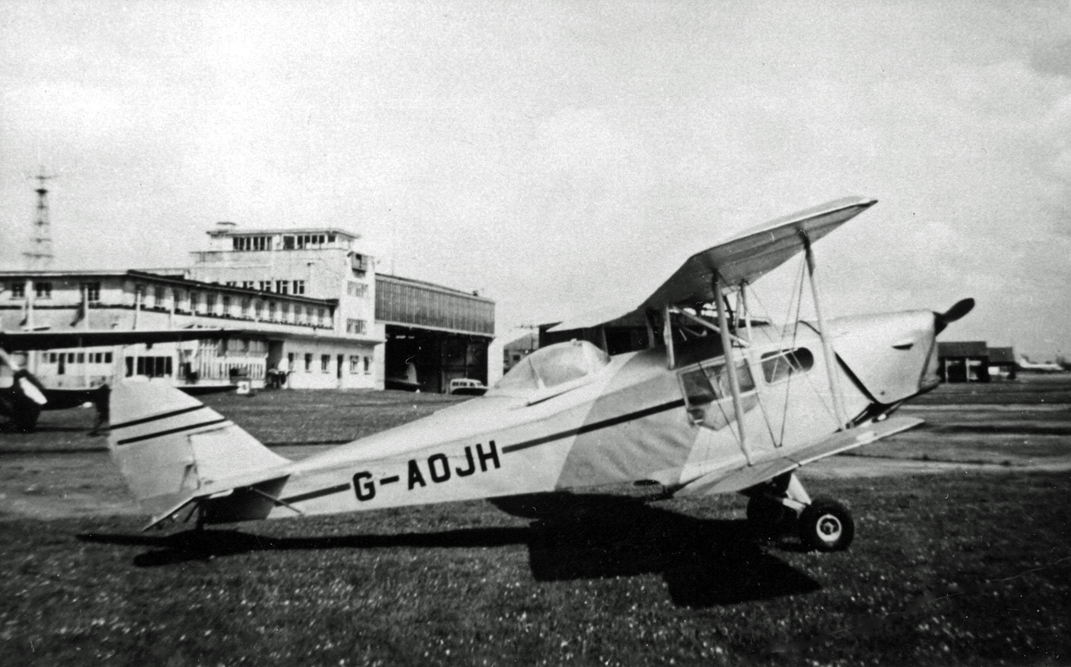
DH.83C Fox Moth, de fabricación canadiense, con cabina instalada en la posición del piloto en el aeropuerto de Manchester (Ringway) en 1955.

El prototipo voló por primera vez el 29 de enero de 1932 y fue enviado a Canadá, despertando suficiente interés como para que se ensamblaran siete ejemplares en la planta de la compañía en Toronto. La producción "doméstica" se dividió equitativamente entre las ventas dentro del Reino Unido y las exportaciones, con 49 aviones inscritos en el registro británico y 49 enviados al extranjero. Los aviones con base en Gran Bretaña se utilizaban principalmente en viajes de corta distancia o como vuelos de enlace alrededor de las Islas Británicas. El DH.83 Fox Moth fue el primer avión que obtuvo ganancias en el servicio aéreo comercial sin subsidios.
El Fox Moth VH-UQM Miss Currie fue comprado por Victor Holyman por 1450 libras y comenzó a operar en la ruta de 108 millas sobre el sureste del estrecho de Bass entre Launceston (Tasmania) y Whitemark en la isla Flinders en octubre de 1932. Fue así como se convirtió en el avión inaugural de lo que más tarde se convertiría en Australian National Airways. QANTAS utilizó aviones Fox Moth para reemplazar a los De Havilland DH.50 en el servicio Flying Doctor.
La producción total del DH.83/DHC.83C Fox Moth fue de 153 unidades: 98 en Inglaterra, dos en Australia y 53 en Canadá después de la Segunda Guerra Mundial. Se utilizaron varios motores, incluido el Gipsy IIIA de 97 kW (130 hp) en la mayoría de los aviones construidos en Gran Bretaña y el Gipsy Major 1C de 108 kW (145 hp) en el grupo de 53 aviones DH.83C de posguerra fabricados en Canadá. Los DH.83C estaban equipados con aberturas más grandes para la cabina del piloto, un parabrisas y una capota más grandes, una gran puerta de cabina de ambulancia en el lado de babor para acomodar una camilla y no tenían alas plegables. El DH.83C utilizaba tren de aterrizaje principal y de cola del DH.82 Tiger Moth. El DH.83C era un avión de zonas remotas excelente y económico.

## Variantes
DH.83 Fox Moth
Biplano de transporte ligero; se construyeron 98 ejemplares en el Reino Unido, más dos más en Australia y Canadá.
DH.83C Fox Moth
Se construyeron 53 aviones en Canadá después de la Segunda Guerra Mundial.
Gasuden KR-1/Tokyo Gasu Denki
Esta fue una copia sin licencia del Fox Moth, construida en Japón, propulsada por un motor Gasuden Jimpu 3 de 110 kW (150 hp), un motor radial de 7 cilindros. El primer prototipo, J-BBJI llamado Chidorigo (Chorlito), voló el 23 de diciembre de 1933. Se construyeron siete KR-1.
Gasuden/Tokyo Gasu Denki KR-2
El KR-1 fue ampliamente rediseñado con nuevas alas sesquiplanas sin flecha con puntas de ala redondeadas y otras modificaciones, como KR-2.

## Operadores

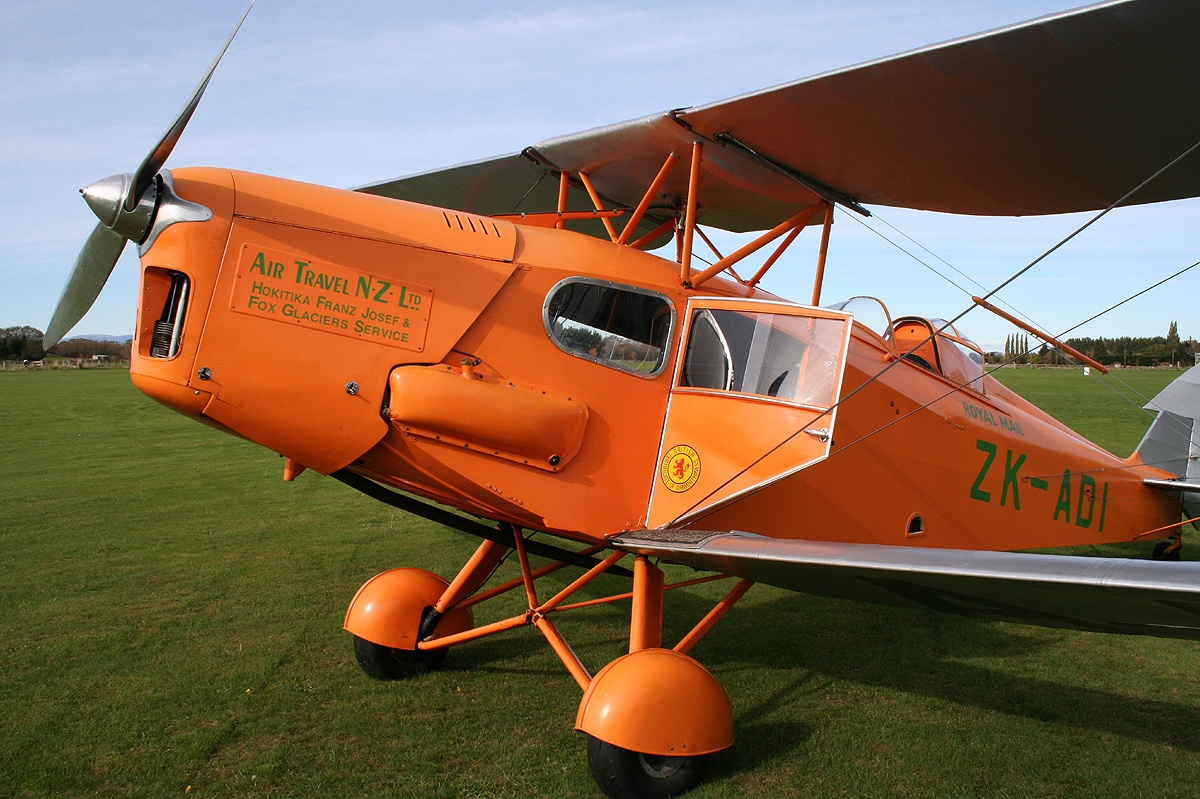
ZK ADI, Air Travel (Nueva Zelanda) 1934.

### Militares
Australia
- Real Fuerza Aérea Australiana

 Brasil
- Fuerza Aérea Brasileña
- Aviación Naval Brasileña

 Canadá
- Real Fuerza Aérea Canadiense

 Estado Español
- Ejército del Aire

 Nueva Zelanda
- Real Fuerza Aérea de Nueva Zelanda

 Reino Unido
- Fleet Air Arm

 República Española
- Fuerzas Aéreas de la República Española

 Sudáfrica
- Fuerza Aérea Sudafricana

 Reino de Yugoslavia
- Real Fuerza Aérea Yugoslava

### Civiles
Australia
- Adastra Airlines
- Tasmanian Aerial Services

 Canadá
- Wardair Canada

 Nueva Zelanda
- Air Travel (NZ) Ltd, más tarde National Airways Corporation: operó tres aviones.

 Raj británico
- Tata Airlines

 Reino Unido
- Blackpool and West Coast Air Services
- Giro Aviation
- Hillman's Airways
- Midland & Scottish Air Ferries
- North West Air Services
- Northern & Scottish Airways
- Olley Air Service
- Provincial Airways
- Scottish Motor Traction

 Reino de Yugoslavia
- Aeroput

## Supervivientes

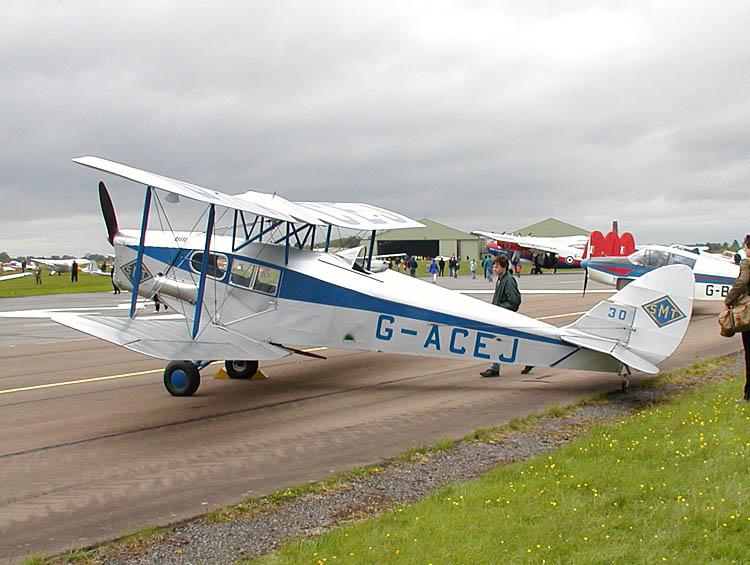
De Havilland Fox Moth G-ACEJ, que ahora opera desde Alemania.

- DH.83 G-ACEJ: estuvo activo en el Reino Unido en 2010, pero desde 2015 está registrado en Múnich, Alemania, y aparece regularmente en exhibiciones y reuniones (aún con su registro civil del Reino Unido). El avión recibió atención en la producción Holiday de British Transport Films de 1957, despegando desde Blackpool Beach mientras realizaba vuelos de placer.
- DH.83C G-AOJH
- ZK-ADI: activo en Nueva Zelanda en 2016.
- ZK-AGM: activo en Nueva Zelanda en 2019 después de la reconstrucción en el Reino Unido.
- ZK-APT: activo en Nueva Zelanda en 2019.
- ZK-AQB: activo en Nueva Zelanda en 2020.
- DH.83 VH-UJJ ex- G-ACEB: activo en Australia en 2009.
- C-FYPM ex- ZK-AEK: activo en Canadá en 2018.
- VH-UVL: activo en Australia en 2018.
- C-FDIX: en restauración a condiciones de aeronavegabilidad en Buffalo Airways por los integrantes de Buffalo Joe McBryan y los PLANE SAVERS! en Yellowknife, NWT, Canadá, con el objetivo de tenerlo volando en la primavera de 2020.
- VH-UUS: en restauración en MothCair por Greg Challinor, Murwillumbah NSW, Australia.

## Especificaciones (DH.83)
Referencia datos: De Havilland Aircraft since 1909

### Características generales
- Tripulación: Uno (piloto)
- Capacidad: 3-4 pasajeros
- Longitud: 7,9 m (25,8 ft)
- Envergadura: 9,4 m (30,9 ft)
- Altura: 2,7 m (8,8 ft)
- Superficie alar: 24,3 m² (261,5 ft²)
- Perfil alar: RAF 15[6]
- Peso vacío: 486 kg (1071,1 lb)
- Peso máximo al despegue: 907 kg (1999 lb)
- Planta motriz: 1× motor lineal invertido de 4 cilindros refrigerado por aire De Havilland Gipsy III.
  - Potencia: 89 kW (123 HP; 121 CV)
- Hélices: Bipala de paso fijo

### Rendimiento
- Velocidad máxima operativa (Vno): 171 km/h (106 MPH; 92 kt)
- Velocidad crucero (Vc): 146 km/h (91 MPH; 79 kt)
- Alcance: 684 km (369 nmi; 425 mi)
- Techo de vuelo: 3900 m (12 795 ft)
- Régimen de ascenso: 2,3 m/s (453 ft/min)

## Aeronaves relacionadas

### Aeronaves similares
- Letov Š-19

### Secuencias de designación
- Secuencia DH._ (interna de De Havilland): ← DH.80 - DH.81 - DH.82 - DH.83 - DH.84 - DH.85 - DH.86 →
- Secuencia A_ (Segunda Serie de la RAAF, 1935-1963): ← A38 - A39 - A40 - A41 - A42 - A43 - A44 →
- Secuencia I_H (Entrenadores de Brasil, De Havilland): I1H - I2H - I3H